# Detelin Dalakliev
Detelin Stefanov Dalakliev (in bulgaro Детелин Стефанов Далаклиев?; Pleven, 19 febbraio 1983) è un ex pugile bulgaro.

## Palmarès

### Mondiali dilettanti
- 2 medaglie:
  - 1 oro (Milano 2009 nei pesi gallo)
  - 1 bronzo (Bangkok 2003 nei pesi gallo)

### Europei dilettanti
- 3 medaglie:
  - 2 argenti (Plovdiv 2006 nei pesi gallo; Liverpool 2008 nei pesi gallo)
  - 1 bronzo (Pula 2004 nei pesi gallo)

### Campionati dilettanti dell'UE
- 4 medaglie:
  - 4 ori (Madrid 2004 nei pesi gallo; Cagliari 2005 nei pesi gallo; Dublino 2007 nei pesi gallo; Milano 2009 nei pesi gallo)